# Брайденстайн, Джим
Джеймс Фредерик Брайденстайн (англ. James Frederick Bridenstine; род. 15 июня 1975, Анн-Арбор, Мичиган) — американский политик-республиканец, член Палаты представителей США от 1-го избирательного округа Оклахомы (2013—2019), c 2018 по 2021 года занимал пост администратора НАСА.

## Биография
Учился в Университете Райса и Корнеллском университете. Работал исполнительным директором Музея авиации и космонавтики и планетария в городе Талса, штат Оклахома.
В ходе республиканских президентских праймериз в 2016 году поддерживал сенатора от Техаса Теда Круза.
1 сентября 2017 года президент Трамп предложил Джима Брайденстайна на должность администратора НАСА, 19 апреля 2018 года тот был утвержден Сенатом.
20 января 2021 года Джим Бранденстайн ушел с поста администратор НАСА; Его заменил сенатор Билл Нельсон.
Женат, имеет троих детей.